# William Bigler
William Bigler (Perry megye, 1814. január 1. – Clearfield, 1880. augusztus 9.) az Amerikai Egyesült Államok szenátora (Pennsylvania, 1856–1861).